# Грб града Витеза
Грб града Витеза је у облику штита жуте боје у коме се налази још један штит црвене боје на којем је приказан средњовековни витез на коњу са подигнутим мачем и у пуној ратној опреми.